# SN 2003fg
Coordonate:  14h 16m 18s, +52° 14′ 00″
Supernova SN 2003fg (denumită uneori "Champagne Supernova"), a fost o supernovă de tip Ia descoperită în 2003 și descrisă în ziarul Nature pe 21 septembrie 2006. A fost numită astfel după cântecul "Champagne Supernova" interpretat de trupa engleză de rock Oasis.